# Roma Pallavolo 2009-2010
Questa voce raccoglie le informazioni riguardanti la Roma Pallavolo nelle competizioni ufficiali della stagione 2009-2010.

## Organigramma societario
Area direttiva
- Presidente: Mario Mattioli

Area tecnica
- Allenatore: Lorenzo De Gregoriis
- Allenatore in seconda: Marco Ciani
- Scout man: Daniela Di Domenico

Area sanitaria
- Medico: Giovanni Maria Consolo, Antonella Ricci
- Fisioterapista: Daniele Tortorici

## Rosa
| N° | Nome                | Ruolo | Data di nascita  | Nazionalità sportiva |
| -- | ------------------- | ----- | ---------------- | -------------------- |
| 1  | Alessia Russo       | C     | 30 luglio 1985   | Italia               |
| 2  | Silvia Renzi        | C     | 3 marzo 1985     | Italia               |
| 3  | Eleonora Capone     | L     | 19 gennaio 1992  | Italia               |
| 6  | Manuela Roani       | S     | 13 febbraio 1983 | Italia               |
| 7  | Anna Ensabella      | L     | 9 marzo 1990     | Italia               |
| 8  | Eleonora Conti      | P     | 6 giugno 1988    | Italia               |
| 10 | Jaline Prado        | S     | 27 dicembre 1979 | Brasile              |
| 12 | Anna Paola Mattiolo | S     | 10 agosto 1973   | Italia               |
| 13 | Morena Marazza      | P     | 7 aprile 1977    | Italia               |
| 17 | Nabila Chihab       | C     | 5 settembre 1984 | Italia               |
| 18 | Georgina Klug       | S     | 11 giugno 1984   | Argentina            |